# 半棱华𩷶
半棱华𩷶（学名：Pangasius krempfi）为𩷶科华𩷶属的鱼类，是中国的特有物种。分布于广东、广西沿海等，一般生活于河口处及其邻近海域。该物种的模式产地在广东、广西。
此鱼体长约1.2米，记录中最高重量为14公斤。